# Isolona deightonii
Isolona deightonii  (лат.) — вид двудольных цветковых растений семейства Анноновые (Annonaceae) рода Isolona. 
Растение произрастает в тропической Африке на территории Ганы и Сьерра-Леоне. Находится под некоторой угрозой к исчезновению.